# Västra Granloholm
Västra Granloholm är en stadsdel som utgör västra delen av stadsdelsområdet Granloholm i Sundsvall. Området ligger norr om Granlo.
Gatorna har fått sitt namn av städer längs Sveriges västsida från landskapet Halland i söder till Värmland i norr: Laholmsvägen, Halmstadsvägen, Falkenbergsvägen, Varbergsvägen, Värnamovägen, Kungsbackavägen, Göteborgsvägen, Boråsvägen, Alingsåsvägen, Lysekilsvägen, Uddevallavägen, 
Vänersborgsvägen, Mariestadsvägen, Strömstadsvägen, Karlstadsvägen.
Göteborgsvägen utgör områdets genomfartsled och sträcker sig från Granloholmsrondellen i söder till byn Huli och länsväg 603, Hulivägen.
Området består framför allt av bostadsrätter både i form av radhus som flervåningshus. Alingsåsvägen, Boråsvägen och Karlstadsvägen, består enbart av villabebyggelse. Det kommunala bostadsbolaget Mitthem har hyreshus på Varbergsvägen och Vänersborgsvägen.
I de olika bostadsområdena i stadsdelen finns flera förskolor: Falkens förskola på Falkenbergsvägen, Forskarens förskola på Vänersborgsvägen, Solrosens förskola på Lysekilsvägen.
På en gren av Göteborgsvägen ligger Hulistugan kring vilket det finns skid- och motionsspår.. 
Högsta punkt i området är Kaptensberget vid Strömstadsvägen.

## Granloholms centrum
Granloholms centrum ligger kring Laholmsvägen och Varbergsvägen. Här finns en Ica-butik, pizzeria och Granloholms kyrka tillhörande Svenska kyrkan och Selångers församling. 
Här finns också grundskolan Sticksjö skola med årskurs 1-6 och Grenen fritidshem samt allaktiviteteshuset Centrumvillan med Granloholms bibliotek och en idrottshall.